# Phare de la Parquette
Der Phare de la Parquette ist ein Leuchtturm vor der Westküste der Halbinsel von Crozon in der Bretagne. Er wurde auf dem kleinen Felsen Basse de la Parquette im offenen Atlantik errichtet. Sein Leuchtfeuer unterstützt im Verbund mit den größeren Leuchttürmen von Saint-Mathieu, Petit Minou und Toulinguet die Einfahrt in die Meerenge von Brest (Goulet de Brest).

## Lage
Der Felsen Basse de la Parquette misst ca. 20 m im Durchmesser. Er wird nur bei Niedrigwasser sichtbar und liegt dann durchschnittlich 4 m über der Wasseroberfläche. Bei Hochwasser liegt er maximal 3 m unter Wasser. Auf diesem Felsen steht der 17 m hohe Leuchtturm. Er liegt ca. 8 km westlich der Kaps Pointe de Penhir und Pointe du Toulinguet nahe der Hafenstadt Camaret-sur-Mer und ca. 7,5 km südlich des Kaps Pointe Saint-Mathieu. Bei klarem Wetter ist er von der Küste aus sichtbar. Er hat eine Tragweite von ca. 6 Seemeilen.

## Vorgeschichte: Havarien
Die Gewässer westlich der Halbinsel von Crozon und die Meerenge von Brest sind wegen zahlreicher Felsen knapp unter dem Meeresspiegel eine gefährliche Region für die Schifffahrt. Dort ereigneten sich seit Hunderten von Jahren wiederholt schwere Schiffsunglücke. Sie gaben Anlass zur Errichtung bzw. zur Erneuerung eines Leuchtturms auf dem Felsen. In unmittelbarer Nähe von La Parquette havarierten 1869 das französische Kriegsschiff Gorgone, als es dort noch keinen Leuchtturm gab, und 1917 das britische Frachtschiff Swansea Vale, während ein Neubau des Turms noch nicht vollendet war.

## Vorgängerbauten und Bau des heutigen Leuchtturms
Die französische Marine gab 1872 den Auftrag zum Bau des ersten Leuchtfeuers auf La Parquette. Es wurde in den Jahren 1874 bis 1880 errichtet. Das Bauwerk hatte nur eine Höhe von 6 m und stand bei Hochwasser zur Hälfte unter Wasser. 1898 bis 1899 wurde der Bau auf 9 m erhöht. 1915 zerstörte ein Sturm das Leuchtfeuer. Von 1916 bis 1918 wurde dann der heute noch arbeitende Leuchtturm gebaut.
| Daten                                    | |
| Position                                 | 48° 15' 54" N 04° 44' 18" W                                                                             |
| Kennung                                  | ein Blink alle 4 Sekunden                                                                               |
| Sektoren                                 | roter Blink in westlicher Richtung, 244°–285° im Uhrzeigersinn grüner Blink in allen anderen Richtungen |
| Tragweite                                | 6 Seemeilen                                                                                             |
| Turmhöhe (= Höhe über dem Meeresspiegel) | 17 m |
| Beschreibung                             | runder Turm; Farbe: schwarz-weiße Spiralen                                                              |
| erstellt                                 | 1916–1918                                                                                               |
| in Betrieb                               | ja (automatisiert)                                                                                      |